# William Donne
William Stephens Donne (* 2. April 1876 in Castle Cary; † 24. März 1934 ebenda) war ein britischer Cricketspieler und Rugbyfunktionär.

## Leben
William Donne besuchte die King’s School in Bruton und stieg danach in das 1797 in Castle Cary gegründete Familienunternehmen ein, das Taue und Seile herstellte. Er engagierte sich viele Jahre auf lokaler Ebene in Somerset, unter anderem als Justice of the Peace, als Beigeordneter des Somerset County Council und als Schulleiter der King’s School. Außerdem stand er einige Zeit im Dienst der Somerset Light Infantry.
Donne nahm als Mitglied der Devon & Somerset County Wanderers (D&SCW), die er selbst gegründet hatte, an einer Club-Tour nach Frankreich im Rahmen der Weltausstellung 1900 in Paris teil. Dort spielte er mit der Mannschaft unter anderem gegen ein Team, das hauptsächlich aus Exil-Briten bestand, die durch die Union des sociétés françaises de sports athlétiques ausgewählt wurden. Der D&SCW wurde dabei als England bezeichnet, der Gegner als Frankreich. Dieses wurde im Jahr 1912 nachträglich als Bestandteil der Olympischen Spiele 1900 klassifiziert. Mit 158 Runs setzte sich sein Team, zu dem außer Donne noch Arthur Birkett, Charles Beachcroft, Alfred Bowerman, George Buckley, Francis Burchell, Frederick Christian, Harry Corner, Frederick Cuming, Alfred Powlesland, John Symes und Montagu Toller gehörten, gegen seine Kontrahenten durch und wurde damit in der Folge als Olympiasieger bezeichnet.
Neben Cricket war Donne auch im Rugby vor allem auf Funktionärsseite aktiv. Er gehörte 38 Jahre dem Ausschuss der Somerset County Rugby Union als Mitglied an und war neun Jahre für sie als ehrenamtlicher Sekretär tätig, ehe er 1905 schließlich zu ihrem Präsidenten gewählt wurde. Bereits ab 1902 war er Vertreter Somersets bei der Rugby Football Union, deren Präsident er von 1924 bis 1925 war.